# Estolomimus distinctus
Estolomimus distinctus là một loài bọ cánh cứng trong họ Cerambycidae.